# Vestmanna község
Vestmanna község (feröeriül: Vestmanna kommuna) egy község Feröeren. Streymoy nyugati részén fekszik. A Føroya Kommunufelag önkormányzati szövetség tagja.

## Történelem
A község jelenlegi formájában 1892-ben jött létre, amikor kivált Norðstreymoy egyházközségből.

## Önkormányzat és közigazgatás

### Települések
| Település | Népesség | Mióta a község része | Előző község              | Megjegyzés         |
| --------- | -------- | -------------------- | ------------------------- | ------------------ |
| Vestmanna | 1245     | 1892                 | Norðstreymoy egyházközség | A község székhelye |

### Polgármesterek
- Karl A. Olsen (2005 – 2008/2009–)[6][7]

## Népesség
| Év              | Lakosság |
| --------------- | -------- |
| 1986. január 1. | 1305     |
| 1991. január 1. | 1253     |
| 1996. január 1. | 1143     |
| 2001. január 1. | 1231     |
| 2006. január 1. | 1232     |

### Külső hivatkozások
- Digitális térkép (feröeri)